# Скално светилище Чукаря (Босилково)
Скалното светилище Чукаря е едно от най-западните древни свещени места на територията на Родопа планина.

## Описание и особености
Светилището е разположено на малък скалист връх в м. Чукаря край с.Босилково, (Област Смолян). Диаметърът му е около 40 m.

### Археологическо проучване
На мястото са извършени сондажни археологически проучвания през 1997 г. от научен екип под ръководството на проф.Ана Радунчева. Резултатите от разкопките свидетелстват, че светилището е основано и функционирало през втората половина на Енеолита. Културният пласт от тази епоха има дебелина до 0.80 m. Следващият етап от използването на мястото е от Бронзовата епоха, като има индикации, че за кратко светилището е било действащо и през Желязната епоха.
Към епохата на Енеолита са датирани няколко съоръжения с открит в тях керамичен материал и две глинени статуетки - глава на антропоморфно изображение и зооморфна дръжка от съд. Към този древен период се отнася и един кръгъл скален олтар, пресечен на кръст с два дълбоки улея, образуващи на мястото на пресичането си овално легенче, редици от кръгли полусферични скални изсичания и един кръг с диам. 5 m, образуван от нисък до 1 m вал от натрошени камък и пръст. В основата на енеолитния културен пласт са открито множество струпани керамични фрагменти. По време на разкопките са открити основите на малък средновековен параклис.